# Wahlbezirk Steiermark 15
Der Wahlbezirk Steiermark 15 war ein Wahlkreis für die Wahlen zum Abgeordnetenhaus im österreichischen Kronland Steiermark. Der Wahlbezirk wurde 1907 mit der Einführung der Reichsratswahlordnung geschaffen und bestand bis zum Zusammenbruch der Habsburgermonarchie.

## Geschichte
Nachdem der Reichsrat im Herbst 1906 das allgemeine, gleiche, geheime und direkte Männerwahlrecht beschlossen hatte, wurde mit 26. Jänner 1907 die große Wahlrechtsreform durch Sanktionierung von Kaiser Franz Joseph I. gültig. Mit der neuen Reichsratswahlordnung schuf man insgesamt 416 Wahlbezirke, wobei mit Ausnahme Galiziens in jedem Wahlbezirk ein Abgeordneter im Zuge der Reichsratswahl gewählt wurde. Der Abgeordnete musste sich dabei im ersten Wahlgang oder in einer Stichwahl mit absoluter Mehrheit durchsetzen. Der Wahlkreis Steiermark 15 umfasste folgende Gerichtsbezirke:
- Murau (ohne die Gemeinde Murau, siehe Wahlbezirk Steiermark 7)
- Neumarkt (ohne die Gemeinden Neumarkt in Steiermark und Sankt Lambrecht, siehe Wahlbezirk Steiermark 7)
- Judenburg (ohne die Gemeinden Judenburg, Unzmarkt und Weißkirchen, siehe Wahlbezirk Steiermark 7)
- Obdach (ohne die Gemeinde Obdach, siehe Wahlbezirk Steiermark 7)
- Knittelfeld (ohne die Gemeinde Knittelfeld, siehe Wahlbezirk Steiermark 7)

Bei der Reichsratswahl 1907 setzte sich der deutsch-konservative Kandidat Philipp Geissler im zweiten Wahlgang durch. Die Reichsratswahl 1911 gewann sein Konkurrent Michael Brandl.

## Wahlergebnisse

### Reichsratswahl 1907
Die Reichsratswahl 1907 wurde am 14. Mai 1907 (erster Wahlgang) sowie am 23. Mai 1907 (Stichwahl) durchgeführt.

#### Erster Wahlgang
| Kandidat                                                                    | Partei                                     | Wahlkreisstimmen | Prozent |
| --------------------------------------------------------------------------- | ------------------------------------------ | ---------------- | ------- |
| Philipp Geissler                                                            | deutsch-konservativer Kandidat             | 3300             | 47,5 %  |
| Michael Brandl                                                              | Deutscher Agrarier/Christlicher Bauernbund | 2131             | 30,7 %  |
| Karl Pigl                                                                   | Sozialdemokratische Arbeiterpartei         | 1445             | 20,8 %  |
|                                                                             | Sonstige Parteien                          | 69               | 1,0 %   |
| Wahlberechtigte: 8521, Ungültige/Leere Stimmen: 75, Wahlbeteiligung: 82,4 % |                                            |                  |         |

#### Stichwahl
| Kandidat                                                                    | Partei                                     | Wahlkreisstimmen | Prozent |
| --------------------------------------------------------------------------- | ------------------------------------------ | ---------------- | ------- |
| Philipp Geissler                                                            | deutsch-konservativer Kandidat             | 3364             | 50,2 %  |
| Michael Brandl                                                              | Deutscher Agrarier/Christlicher Bauernbund | 3342             | 49,8 %  |
| Wahlberechtigte: 8521, Ungültige/Leere Stimmen: 41, Wahlbeteiligung: 79,2 % |                                            |                  |         |

### Reichsratswahl 1911
Die Reichsratswahl 1911 wurde am 13. Juni 1911 (erster Wahlgang) sowie am 20. Juni 1911 (Stichwahl) durchgeführt.

#### Erster Wahlgang
| Kandidat                                                                    | Partei                                     | Wahlkreisstimmen | Prozent |
| --------------------------------------------------------------------------- | ------------------------------------------ | ---------------- | ------- |
| Philipp Geissler                                                            | Christlichsoziale Partei                   | 2679             | %       |
| Michael Brandl                                                              | Deutscher Agrarier/Christlicher Bauernbund | 2013             | 43,9 %  |
| Ludwig Pöltl                                                                | Sozialdemokratische Arbeiterpartei         | 1369             | 22,4 %  |
|                                                                             | Sonstige Parteien                          | 44               | 0,7 %   |
| Wahlberechtigte: 8643, Ungültige/Leere Stimmen: 64, Wahlbeteiligung: 71,4 % |                                            |                  |         |

#### Stichwahl
| Kandidat                                                                    | Partei                                     | Wahlkreisstimmen | Prozent |
| --------------------------------------------------------------------------- | ------------------------------------------ | ---------------- | ------- |
| Michael Brandl                                                              | Deutscher Agrarier/Christlicher Bauernbund | 3366             | 55,1 %  |
| Philipp Geissler                                                            | Christlichsoziale Partei                   | 2745             | 44,9 %  |
| Wahlberechtigte: 8463, Ungültige/Leere Stimmen: 41, Wahlbeteiligung: 71,4 % |                                            |                  |         |